# Anaspis subsulcata
Anaspis subsulcata es una especie de coleóptero de la familia Scraptiidae.

## Distribución geográfica
Habita en Siberia.